# Planinca (gmina Šentjur)
Planinca – wieś w Słowenii, w gminie Šentjur. W 2018 roku liczyła 52 mieszkańców.